# Petkus (Familienname)
Petkus ist ein litauischer männlicher Familienname.

## Weibliche Formen
- Petkutė (ledig)
- Petkuvienė (verheiratet)

## Ableitung
- Petkevičius

## Namensträger
- Almantas Petkus (* 1976), Politiker
- Edvinas Petkus (* 1991), Fußballspieler
- Einius Petkus (* 1970), Ruderer und Olympiateilnehmer 1996
- Kestas Petkus (* 1988), Fußballspieler